# Морфология (езикознание)
Вижте пояснителната страница за други значения на Морфология.
Морфологията (от гръцки морфе – форма, логос – наука) като дял от лингвистиката е наука, която изучава формите на думите – техния строеж и значение.
За разлика от лексикологията, където думата се възприема като неделима единица, при морфологията думата се изучава като структура, изградена от по-малки значещи сегменти, наречени морфеми.
Като дял от граматиката морфологията е наука, която изучава формата на думите, строежа им, правилата за тяхното образуване и свързаните с формата граматически значения. Лексикалното значение е основно за думата, докато граматическото е допълнително. Напр. думите бягам, бягаше, ще бягаме, биха бягали, избягал е, избягаха имат едно общо лексикално значение (действието бягане) и различни граматически значения (род, число, време, вид, залог и наклонение на глагола).
Според най-общата класификация на думите (семантико-граматична, т.е едновременно според лексикалното значение и според формалните признаци) думите се делят на няколко части на речта. Частите на речта в българския език са 10:
1. Съществителни имена,
2. Прилагателни имена,
3. Числителни имена,
4. Глаголи,
5. Местоимения,
6. Наречия,
7. Предлози,
8. Съюзи,
9. Междуметия,
10. Частици.

Всяка от тези части има абстрактно значение, което обединява думите в нея и я различава от останалите (например глаголът означава действие или състояние, а прилагателното показва качество на даден предмет или го съотнася към друг). Всяка част притежава определени граматични категории (род, лице, число, вид, спрежение, наклонение и др.) Всяка категория има свои специфични формални признаци – афикси (определени морфеми), които „носят“ граматическото значение.
Граматическите категории се делят основно на два типа: именни (категории, които притежават имената) и глаголни (категории, които притежават глаголите). В българския език съществуват следните граматически категории:
1. Именни категории:
1. род (мъжки, женски, среден)
2. число (единствено, множествено)
3. определеност (определено, неопределено)
4. степен (положителна, сравнителна, превъзходна)
5. падеж (именителен, винителен, дателен, звателен)

2. Глаголни категории
1. лице (първо, второ, трето)
2. число (единствено, множествено)
3. време (сегашно, бъдеще, бъдеще предварително, минало свършено, минало несвършено, минало неопределено, минало предварително, бъдеще в миналото, бъдеще предварително в миналото)
4. вид (свършен, несвършен)
5. залог (деятелен, страдателен)
6. наклонение (изявително, повелително, условно)
7. евиденциалност (индикатив, конклузив, ренаратив (или преизказни форми), дубитатив, адмиратив)

Някои форми имат както именни, така и глаголни граматични категории. Например глаголната форма „ходещ“ има не само характерните за глаголите граматични значения (единствено число, сегашно време, несвършен вид, деятелен залог), но и някои характерни за имената (мъжки род, неопределена форма).
Морфологичният анализ означава определяне на думата като част на речта и на всички нейни граматически
характеристики. Напр.: дъбът – съществително, мъжки род, единствено число, определено (членувано). Това е една от формите на думата дъб. Всички форми на думата образуват нейната парадигма. Всяка конкретна форма се нарича словоформа на думата. Или словоформа това е конкретният вариант на думата, който е употребен. Една от словоформите се приема за основна (в случая това е дъб).
Промяната на думата от една словоформа в друга става чрез промяна на структурата на думата, т.е. чрез прибавяне и отнемане на морфеми (афикси). Морфемата е най-малката значеща единица в езика. Напр.: морфемата -ски е характерна за относителните прилагателни – морски, планински, тя има абстрактното значение на съотнасяне. Морфемата -а е характерна за съществителните от женски род – жена, гора, тя има най-общо женско родово начение. Фонемите например са лишени от семантично съдържание, с изключение на възклицателните „О!“, „А!“ и други, които са думи и присъстват като речникови единици в езика.
Морфемиката е дял от морфологията, чийто обект на изучаване са конкретно морфемите. Морфемният анализ означава разделянето на думата на морфеми (представка, корен, наставка, окончание, определителен член). Напр.: думата предизвикателството е съставена от представките пред-из-, корена -вик-, наставките -а-тел-, окончанието -ство- и определителния член -то. Не бива да се бъркат със сричките, които са вид фонетично делене
на думата (пре-ди-зви-ка-тел-ство-то).
Ако една от тези морфеми се замени или премахне (пред-из-вик-а-тел-ства) се променя граматическото значение на думата (от среден род, единствено число, определено, в множествено число, неопределено). Изключение е коренът, който рядко променя формата си, тъй като е свързан с лексикалното значение на думата.
Гранична област между морфологията и лексикологията е словообразуването. Както показва самият термин то се занимава с начините за образуване на нови думи чрез добавяне на морфеми с лексикално значение. Например чрез заменяне на морфемата из- с морфемата от- в думата изпия се получава новата дума отпия.
Формите отпия и изпия имат едни и същи граматически значения, но се различават по лексикалното си значение. Следователно те са форми на две различни думи, а не на една и съща.